# Justin Viard
Justin Viard ist ein haitianischer Diplomat.

## Leben
Viard hat einen Master in Wirtschaftsmanagement einer Universität in Marseille und ein Diplom in Rechtswissenschaften von der Fakultät für Rechts- und Wirtschaftswissenschaften von Haiti, die Teil der Université d’État d’Haïti ist. Im Jahr 2000 wurde er als Anwalt Mitglied der Port auf Prince Bar Association. In den Jahren 2005 bis 2007 arbeitete er als Dozent in Haiti an Universitäten. Er wechselte dann in die private Wirtschaft und begann ab 2009 für Banken zu arbeiten.
Im Jahr 2012 wurde er zum Generalkonsul in Montreal ernannt, was er bis 2015 war. Seit 2016 war er Chef de Poste des Konsulates in Montreal. Dies war er bis 2017 und wechselte dann wieder in die Privatwirtschaft, wo er von 2018 bis 2019 Präsident von SODEI S.A. war. Nach diesen zwei Jahren wechselte er zurück in den diplomatischen Dienst und wurde 2019 Generalkonsul in Boston, was er bis 2020 war. Viard ist seit Februar 2021 der Ständige Vertreter Haitis bei den Vereinten Nationen in Genf und Ständiger Vertreter bei der Welthandelsorganisation. In der zweiten Funktion übergab er im Februar 2024 die Ratifikationsurkunde Haitis für das Übereinkommen über Fischereisubventionen an Generaldirektorin Okonjo-Iweala.